# Гиндин, Иосиф Львович
Ио́сиф Льво́вич Ги́ндин (21 декабря 1903, Невель — 18 января 1983, Ленинград) — советский кинорежиссёр игрового и документального кино, лауреат Сталинской премии (1951).

## Биография
Родился в Невеле Витебской губернии (ныне — Псковская область России). В период с 1922 по 1926 год учился на актёрском отделении Институт живого слова в Ленинграде.
В 1926—1927 годах проходил службу в Красной армии.
С 1927 года был заведующим учебной части и секретарём учебной части Ленинградского техникума сценических искусств. С 1930 года — на Ленинградской кинофабрике «Совкино» (в дальнейшем — «Ленфильм»). В качестве ассистента режиссёра работал на картинах «Родная кровь» (1932), «Люблю ли тебя?» (1934), «Лунный камень» (1935), «Киноконцерт 1941 года» (1941).
В 1941 году призван в Красную армию, в звании старший лейтенант воевал в составе 252-го стрелкового полка, в том числе на Ленинградском фронте. Демобилизовался в январе 1946 года.
После демобилизации вновь на «Ленфильме», был ассистентом режиссёра на фильме «Возвращение с победой» (1947) и далее работал вторым режиссёром. Занимался подбором актёров, первым пригласил в кино Александра Демьяненко и Наталью Селезнёву. Дебютировал как режиссёр-постановщик совместно с Исааком Менакером фильмом «Девочка и крокодил» (1956).
Имел опыт режиссёра неигрового кино на Таллинской киностудии — фильм «Советская Эстония» (1950).
Председатель профкома киностудии «Ленфильм».
Скончался 18 января 1983 года в Ленинграде, похоронен на Богословском кладбище.

### Семья
Жена — Любовь Ивановна Вавилова (1910—1979). Сын Сергей (род. 1939), дочь Татьяна (род. 1949).

## Фильмография
Второй режиссёр
- 1947 — Золушка
- 1949 — Звезда
- 1952 — Римский-Корсаков
- 1953 — Алёша Птицын вырабатывает характер
- 1954 — Укротительница тигров
- 1957 — Балтийская слава
- 1958 — Евгений Онегин
- 1960 — Чужая беда
- 1961 — Девчонка, с которой я дружил
- 1963 — Пока жив человек
- 1965 — Иду на грозу
- 1965 — Первый посетитель
- 1965 — Принимаю бой
- 1967 — Четыре страницы одной молодой жизни
- 1968 — Всего одна жизнь / Фритьоф Нансен (СССР — Норвегия)

Режиссёр-постановшик
- 1950 — Советская Эстония (документальный; совместно с В. Томбергом)
- 1956 — Девочка и крокодил (совместно с И. Менакером)
- 1973 — Был настоящим трубачом (совместно с К. Бромбергом)

## Награды
- Сталинская премия второй степени 1951 года — за кинокартину «Советская Эстония» (1950)[7]